# BRUNCH
『BRUNCH』（ブランチ）は、Winkの11枚目のオリジナル・アルバム。1993年11月26日にポリスターより発売された。

## 概要
Winkの新境地を開拓し、久々のヒットとなったシングル「咲き誇れ愛しさよ」とカップリング曲「Made In Love」を収録したオリジナルアルバム。バナナラマの「Movin' On」やフォリナーの「I Want to Know What Love Is」などの洋楽カバー3曲とオリジナル曲7曲で構成されている。
「あなたへの想い」は鈴木早智子の自作詞による曲。今作よりペンネーム ″Miyoko.A″ ではなく ″鈴木早智子″ 名義での作詞楽曲が収録されるようになる。ほか、相田翔子の自作楽曲「愛を込めて」を収録している。
アルバムの帯には『BRUNCH 〜咲き誇れ愛しさよ〜』と表記されていた。
2018年9月12日にはオリジナル・リマスター盤UHQCDがリリースされたほか、レコチョク、およびe-onkyo music（オンキヨー）、mora（レーベルゲート）などの音楽配信サイトでハイレゾ版（96kHz/24bit）を含むダウンロードアルバムの配信も開始された。

## 収録曲
| #         | タイトル                                                                                         | 作詞                                  | 作曲                                  | 編曲       | 時間  |
| --------- | ------------------------------------------------------------------------------------------------ | ------------------------------------- | ------------------------------------- | ---------- | ----- |
| 1.        | 「MOVIN' ON」(日本語詞: 芹沢類)                                                                  | Dallin・Woodward・M.Stock・P.Waterman | Dallin・Woodward・M.Stock・P.Waterman | 小林信吾   | 5:21  |
| 2.        | 「Made In Love」                                                                                 | 芹沢類                                | 楠瀬誠志郎                            | 門倉聡     | 4:44  |
| 3.        | 「涙を責めないで」(日本語詞: 吉元由美 / 原題「You've Gone Too Far」)                             | Patrick Deremer・Jeff Pescetto        | Patrick Deremer・Jeff Pescetto        | Ian Prince | 4:17  |
| 4.        | 「誰も知らない」(鈴木早智子ソロ)                                                                 | 芹沢類                                | Osny Melo                             | Ian Prince | 4:41  |
| 5.        | 「三日月の夜の小鳥たち」(日本語詞: 戸沢暢美 / 原題「I Want To Know What Love Is」/ 相田翔子ソロ) | Mick Jones                            | Mick Jones                            | 小林信吾   | 5:29  |
| 6.        | 「追いつめたい」                                                                                 | 戸沢暢美                              | 横山輝一                              | Ian Prince | 4:25  |
| 7.        | 「咲き誇れ愛しさよ」                                                                             | 大黒摩季                              | 織田哲郎                              | 葉山たけし | 3:31  |
| 8.        | 「あなたへの想い」(鈴木早智子ソロ)                                                               | 鈴木早智子                            | 来生たかお                            | 小林信吾   | 4:35  |
| 9.        | 「愛を込めて」(相田翔子ソロ)                                                                     | 相田翔子                              | 相田翔子                              | 小林信吾   | 5:24  |
| 10.       | 「ドロップ」                                                                                     | 朝水彼方                              | 中野多佳子                            | 恵比寿司   | 3:59  |
| 合計時間: | 合計時間:                                                                                        | 合計時間:                             | 合計時間:                             | 合計時間:  | 46:26 |

### 曲解説
1. MOVIN' ON
  - バナナラマの同名曲のカバー。
2. Made In Love
  - 19枚目のシングル「咲き誇れ愛しさよ」のカップリング曲。
3. 涙を責めないで
  - 原題「You've Gone Too Far」
4. 誰も知らない
  - 鈴木早智子ソロ
5. 三日月の夜の小鳥たち
  - 相田翔子ソロ。フォリナー「I Want to Know What Love Is」のカバー。
6. 追いつめたい
7. 咲き誇れ愛しさよ
  - 19枚目のシングル表題曲。
8. あなたへの想い
  - 鈴木早智子ソロ
9. 愛を込めて
  - 相田翔子ソロ
10. ドロップ